# La fille de Dracula
La fille de Dracula è un film del 1972 diretto da Jesús Franco.
Distribuito in Francia e in Belgio, si ha notizia di una versione portoghese intitolata A Filha de Dracula.
Le riprese furono effettuate a Murcia (Spagna), Sintra e Cascais (Portogallo).
È un remake al femminile di Sinfonia per un sadico (La mano de un hombre muerto) (1962) con Britt Nichols nel ruolo che era stato di Hugo Blanco. Rispetto al precedente film, il rimando alla figura del vampiro diviene esplicito, tanto che La fille de Dracula è collocato dagli storici all'interno di una trilogia dedicata da Franco al cinema fantastico, accanto a Dracula contro Frankenstein (Dracula prisonnier de Frankenstein) (1972) e Les expériences érotiques de Frankenstein (1972).

## Trama
Luisa viene chiamata al capezzale della madre morente Edith al castello di Karlstein. Prima di morire, Edith confida a Luisa che i Karlstein sono una famiglia di vampiri e che il suo antenato, l'originale Conte Karlstein, giace sepolto nella cripta. Luisa va a cercare la bara del conte e scopre che non è morto. Mentre Luisa prende sua cugina Karine come amante, l'ispettore di polizia Ptuschko indaga su una serie di omicidi in città, maltrattando la gente del posto che insiste sul fatto che siano opera di vampiri.

## Edizioni in DVD
La fille de Dracula è uscita in DVD per la prima volta in Germania, per la X-Rated Kult, con il titolo Eine Jungfrau in den Krallen von Vampiren, in edizione integrale e nel formato originale 2.35:1. Il 3 settembre 2007 è uscita anche in Gran Bretagna, per la Redemption Films.